# アル・サウラ・スポーツ・シティ・スタジアム
アル・サウラ・スポーツ・シティ・スタジアム（阿: مدينة الثورة الرياضية、英: Al Thawra Sports City Stadium, 別名：アル・ムヘセン・アル・ムライシ・スタジアム）は、イエメンの首都サナアにある多目的スタジアムであり、イエメンの国立競技場である。

## 概要
1986年に設立された。主にサッカーの試合に用いられる。収容人数は30,000人。現在、イエメンリーグに所属する複数のチームのホームスタジアムとして利用されている他、サッカーイエメン代表がホームスタジアムとして使用する。

## 交通アクセス
サヌア国際空港からタクシーで約15分。